# Bistum Carolina

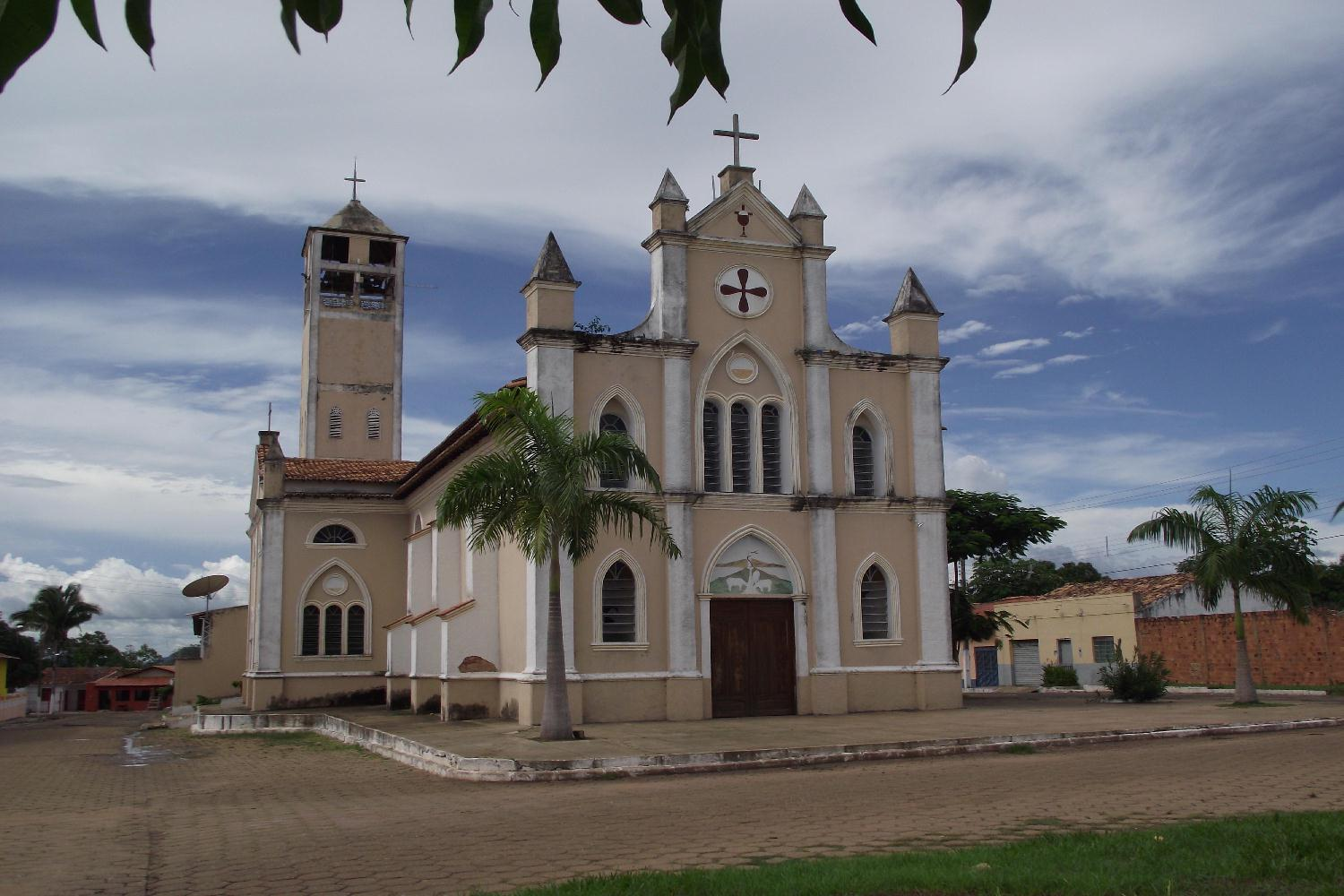
Kathedrale St. Petrus von Alcântara in Carolina

Das Bistum Carolina (lateinisch Dioecesis Carolinensis in Brasilia, portugiesisch Diocese de Carolina) ist eine in Brasilien gelegene römisch-katholische Diözese mit Sitz in Carolina im Bundesstaat Maranhão.

## Geschichte
Das Bistum Carolina wurde am 14. Januar 1958 durch Papst Pius XII. mit der Apostolischen Konstitution Qui aeque aus Gebietsabtretungen der Territorialprälatur São José do Grajaú als Territorialprälatur Carolina errichtet. Die Territorialprälatur Carolina wurde dem Erzbistum São Luís do Maranhão als Suffragan unterstellt.
Am 16. Oktober 1979 wurde die Territorialprälatur Carolina durch Papst Johannes Paul II. mit der Apostolischen Konstitution Cum praelaturae zum Bistum erhoben. Am 27. Juni 1987 gab das Bistum Carolina Teile seines Territoriums zur Gründung des Bistums Imperatriz ab.

## Ordinarien

### Prälaten von Carolina
- Cesário Alexandre Minali OFMCap, 1958–1969
- Marcelino Sérgio Bicego OFMCap, 1971–1979

### Bischöfe von Carolina
- Marcelino Sérgio Bicego OFMCap, 1979–1980
- Evangelista Alcimar Caldas Magalhães OFMCap, 1981–1990, dann Prälat von Alto Solimões
- Marcelino Correr OFMCap, 1991–2003
- José Soares Filho OFMCap, 2003–2017
- Francisco Lima Soares, seit 2018